# Tun antiaerian calibru 2x30 mm model 1980
Tunul antiaerian A-436 calibrul 2×30 mm Model 1980 este o piesă de artilerie de calibru mic, cu două țevi, tractată, destinată apărării antiaeriene contra țintelor care zboară la altitudine joasă, cu viteză mică. Tunurile Model 1980 sunt în dotarea unor batalioane de apărare antiaeriană din cadrul Forțelor Terestre Române.

## Descriere

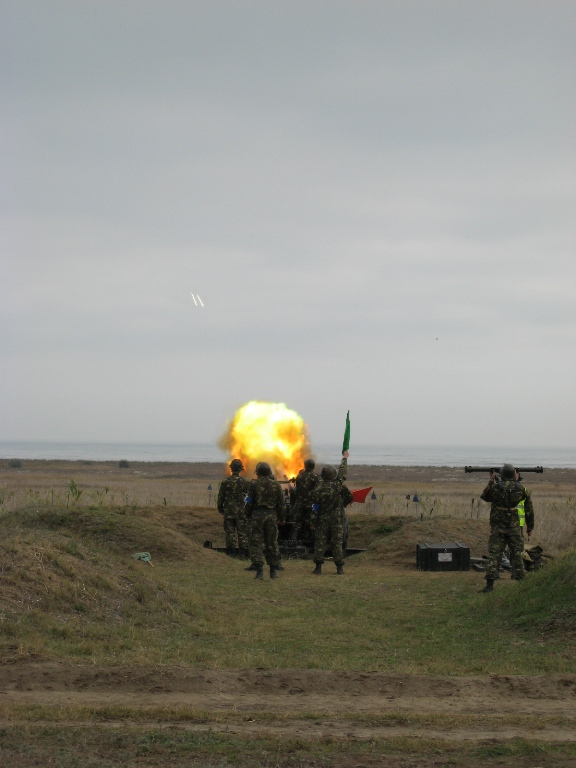
Trageri cu tunul antiaerian tractat Model 1980 în poligonul de la Capul Midia.

A436 este dotat cu două tunuri automate de calibrul 30 mm care funcționează pe principiul împrumutului de gaze. Cadența maximă posibilă (teoretică) este de 600 de lovituri pe minut, însă sistemul de conducere a focului are următoarele setări prestabilite: foc cu foc, 100, 250 sau 500 de lovituri pe minut pentru fiecare țeavă. Tunurile sunt alimentate din încărcătoare a câte 30 de proiectile. Acestea sunt prinse între ele cu benzi din zale. Instalația electrică de dare a focului este alimentată cu ajutorul unei baterii 12V-45Ah. Tunul Model 1980 poate fi folosit împotriva țintelor aeriene care zboară cu viteza maximă de 350 metri pe secundă, aflate la o altitudine de minim 50 de metri și maxim 3500 de metri. A436 poate fi folosit și împotriva țintelor fără blindaj aflate la o distanță de până la 2 kilometri și împotriva țintelor blindate aflate la o distanță de până la un kilometru. Proiectilul incendiar-trasor BZR-83R, fabricat de Uzina Mecanică Plopeni (subsidiară ROMARM), poate perfora minim 20 de milimetri de blindaj aflat la 90° la distanța de 1000 de metri.
Sistemul antiaerian este tractat cu ajutorul camionului DAC 665T (6×6) cu trei punți. Acesta transportă și echipajul, format din cinci soldați, precum și muniția. Durata punerii în baterie este de aproximativ trei minute. Cele două trenuri ruloare, comandate hidraulic, sunt coborâte, iar tunul este stabilizat în patru puncte de sprijin (față/spate și două brațe laterale). Tunul antiaerian Model 1980 putea fi dotat opțional cu un sistem de conducere a focului ACT-30. Acesta era montat pe partea stângă a tunului și consta într-un radar cu bătaia maximă de 15 kilometri care determina parametrii de mișcare ai țintei, calcula soluția balistică și orienta automat tunul în plan vertical. Procesul dura 2 secunde. După 1990, tunurile A436 au fost modernizate la varianta A436M. Îmbunătățirile au vizat cadența, precizia și fiabilitatea. Tunurile A436 sunt compatibile cu sistemul de apărare antiaeriană „Viforul”.

## Variante
- A-436 - modelul original.
- A-436M - varianta modernizată după anii 1990.

## Utilizatori
- Libia
- România - în dotarea unor batalioane de apărare antiaeriană.

Tunul antiaerian Model 1980 a fost exportat în Libia și urma să fie exportat și în Mauritania în anul 1990. Livrarea în Mauritania a tunului după anul 1990 este improbabilă. 